# Gorm de Oude

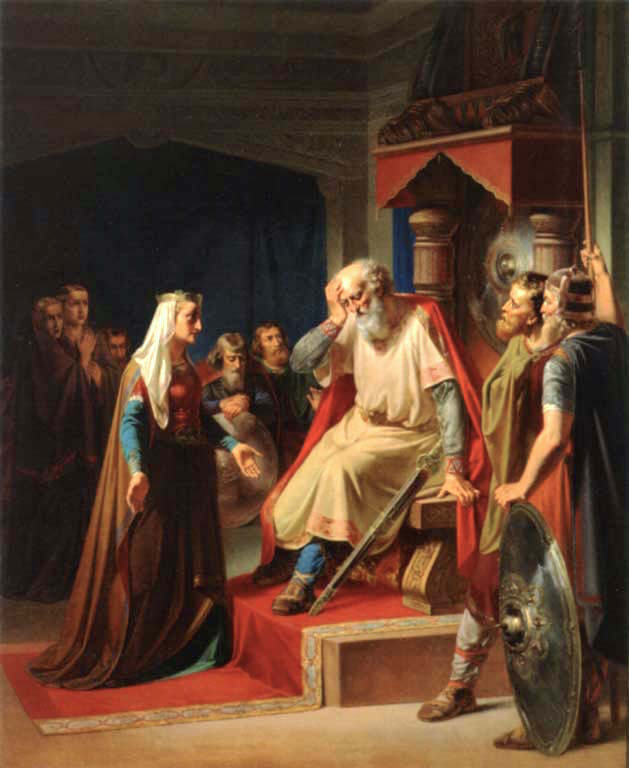
Gorm hoort over de dood van zijn zoon Knoet

Gorm de Oude (ca. 890 – ca. 950) was koning van Denemarken.
Gorm was zoon van de halflegendarische koning Harthaknoet. Volgens Adam van Bremen was Harthaknoet een zoon van een verder onbekende koning Sven. Volgens de saga's was Harthaknoet zoon van de legendarische Sigurd Slang-in-het-oog, zoon van Ragnar Lodbrok en Aslaug. Harthaknoet had de macht in westelijk Denemarken.
Omstreeks 910 volgde Gorm zijn vader op. Hij verenigde heel Denemarken onder zijn gezag en regeerde in Jelling. Hij overleed ca. 950 en werd begraven in een grafheuvel in Jelling. Zijn zoon Harald I van Denemarken bekeerde zich korte tijd later tot het christendom. Hij bouwde een kerk in Jelling en liet zijn ouders daar herbegraven. Het hout van de kist van Gorm in die kerk is gedateerd op 958, maar dat geeft waarschijnlijk de datum van de herbegrafenis en niet van de dood van Gorm.
Gorm was getrouwd met Tyra Danebot. Hun kinderen waren:
- Knut (ovl. 940), vader van Harald die rijk geworden was door plundertochten, en koning van Noorwegen wilde worden. Hij was een van de moordenaars van Harald II van Noorwegen maar werd kort daarna vermoord door Håkon Sigurdsson;
- Gunhild (ovl. na 970), was gehuwd met Erik I van Noorwegen, bijgenaamd Bloedbijl, later ook koning van Northumbria. Moeder van acht kinderen, waaronder Harald II van Noorwegen. Na de moord op Harald vluchtte ze met haar jongste kinderen naar de Orkneyeilanden;
- Harald I van Denemarken, bijgenaamd Blauwtand;
- Toke (ovl. Gamla Uppsala, ca. 985), vader van Asbjörn (ovl. Gamla Uppsala, ca. 985). Beiden zouden hebben meegevochten in de veldslag die een einde maakte aan de poging van Styrbjörn de Sterke om koning van Zweden te worden, en waar zijn leger van trouwe strijders tot de laatste man werd gedood. Vader Toke en zoon Asbjörn zijn allebei bekend door runenstenen die in hun nagedachtenis zijn opgericht:
  - steen bij Hällestad: "Áskell richtte deze steen op ter nagedachtenis van Tóki, zoon van Gormr, zijn trouwe heer. Hij vluchtte niet in Uppsala. Dappere mannen plaatsten deze steen in zijn nagedachtenis op de heuvel, versterkt met runen. Zij waren het dichtst bij Gormr's Tóki."
  - steen bij Sjörup: "Saxi plaatste deze steen ter nagedachtenis van Ásbjörn, zoon van Tóki (of Tofi), zijn gezel. Hij vluchtte niet in Uppsala, maar slachtte zolang hij een wapen had."

De kleine runensteen van Jelling is een monument voor Tyra. Op de steen staat de volgende tekst: Koning Gorm heeft dit monument opgericht ter nagedachtenis aan zijn vrouw Thyre, de glorie van Denemarken. Op de achterkant van de kleine steen staat: Denemarken. Het is de eerste verwijzing naar het land Denemarken in de geschiedenis.
|  |  |  |

Gorm · Harald I · Sven I · Harald II · Knoet II · Knoet III · Magnus I · Sven II · Harald III · Knoet IV · Olaf I · Erik I · Niels · Erik II · Erik III · Sven III · Knoet V · Waldemar I · Knoet VI · Waldemar II · Erik IV · Abel · Christoffel I · Erik V · Erik VI · Christoffel II · Waldemar III · Christoffel II · Waldemar IV · Olaf II · Margaretha I · Erik VII · Christoffel III · Christiaan I · Johan · Christiaan II · Frederik I · Christiaan III · Frederik II · Christiaan IV · Frederik III · Christiaan V · Frederik IV · Christiaan VI · Frederik V · Christiaan VII · Frederik VI · Christiaan VIII · Frederik VII · Christiaan IX · Frederik VIII · Christiaan X · Frederik IX · Margrethe II · Frederik X
- Gemeinsame Normdatei: 118696556
- Virtual International Authority File: 35250850